# Saxifraga paniculata

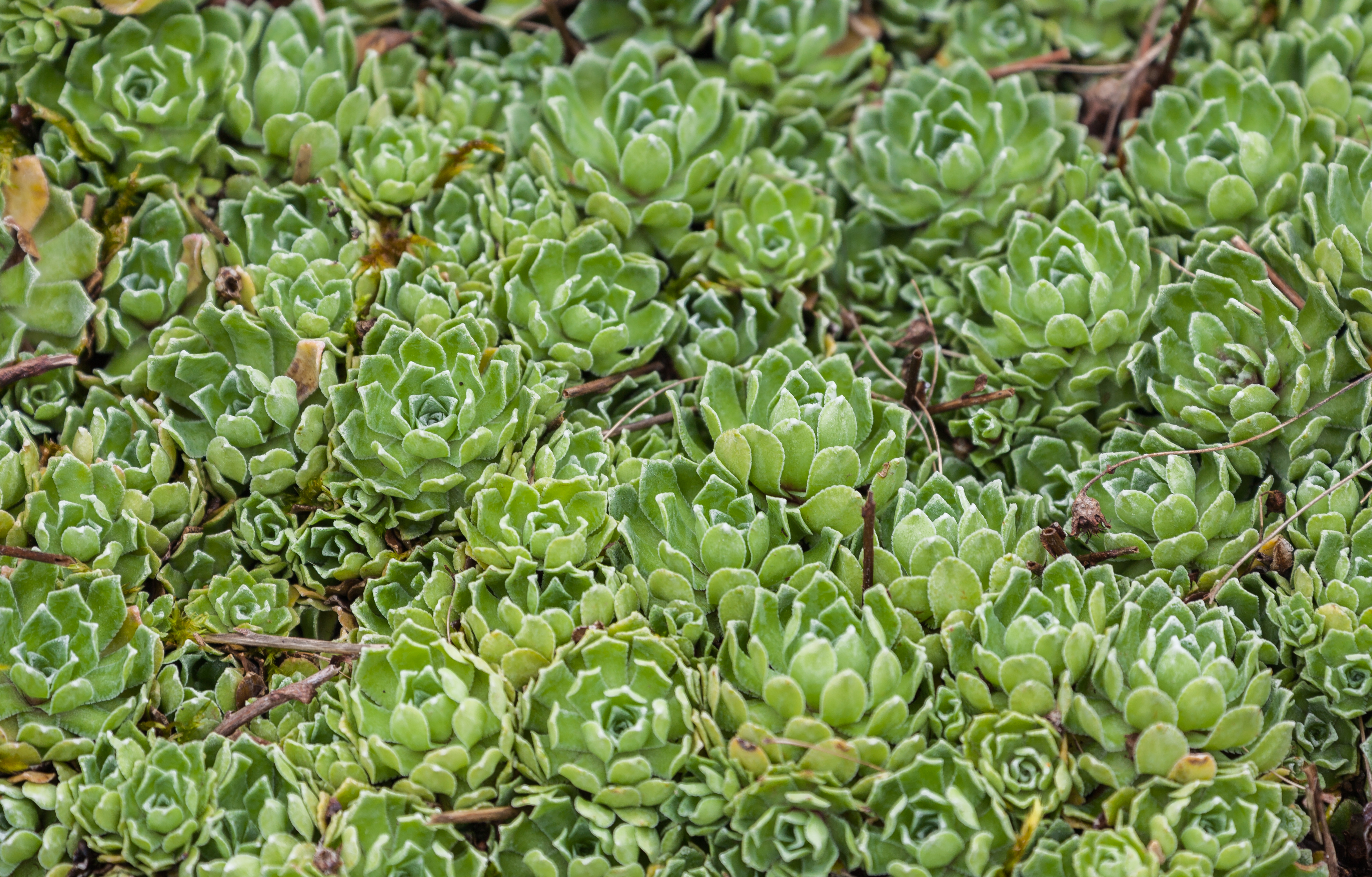
Planta sense flor

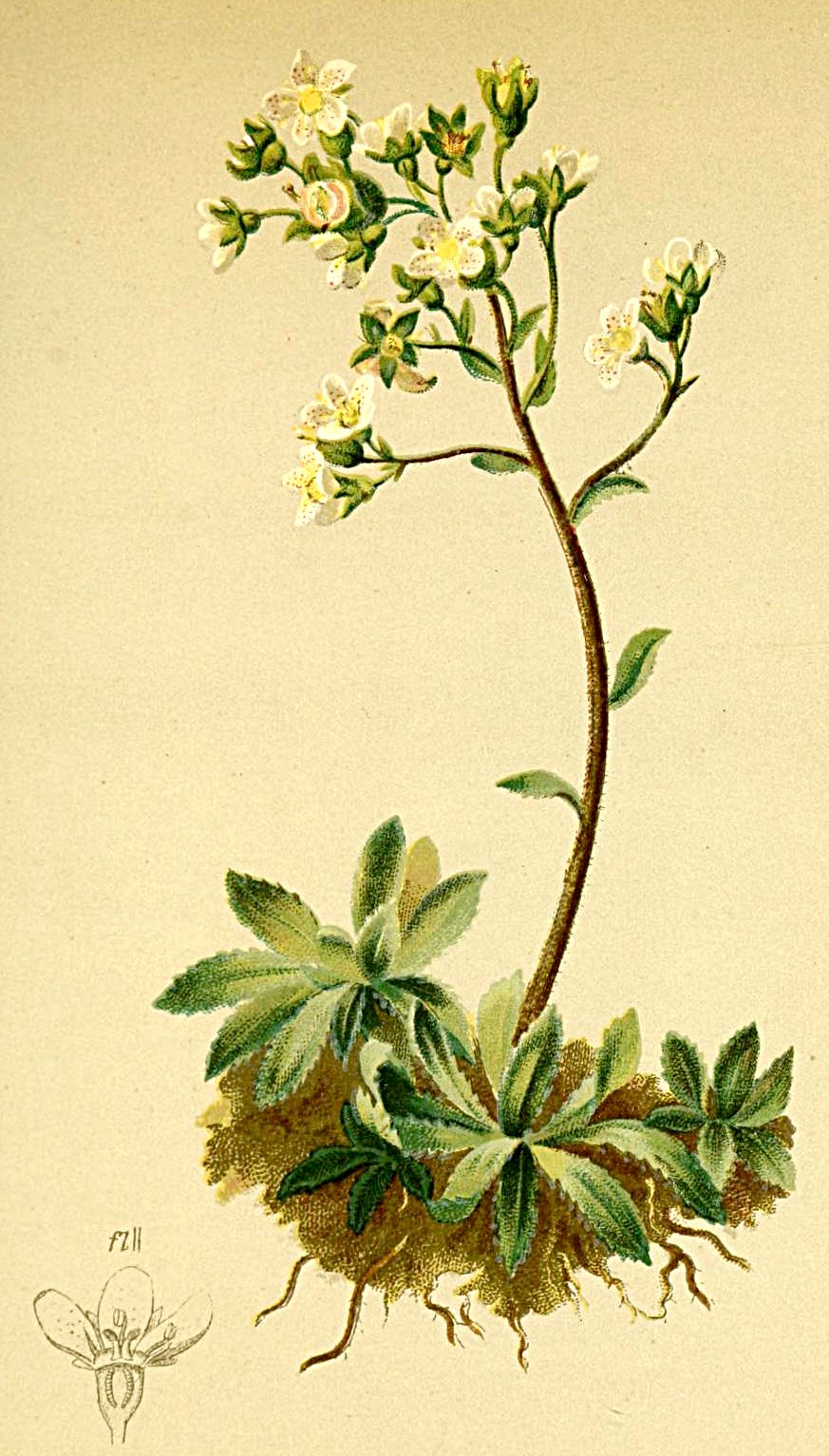
Il·lustració

Saxifraga paniculata és una espècie de planta de flors de la família de les saxifragàcies.

## Descripció
És una planta perenne, densament cespitosa de fulles obovades a oblongues, verd-blavoses, finament dentades, incrustades de calç. Les fulles estan disposades en denses rosetes hemisfèriques d'on surt un tija floral amb flors de color blanc. Peduncles de fins a 30 cm ramosos per sobre. Flors de 8-11 mm de diàmetre; pètals blancs o crema, de 4-6 mm, que a vegades presenten taques vermelles. Floreix a finals de primavera i a l'estiu.
La seva capacitat per tancar les seves rosetes de fulles quan es troba en condicions ambientals perjudicials, com la calor excessiva i les sequeres, proporciona a Saxifraga paniculata una resistència molt alta a la fotoinhibició sostinguda i la deshidratació irreversible.

## Distribució i hàbitat
Es distribueix per les muntanyes del centre i sud d'Europa, des dels Vosges i Polònia al nord d'Espanya, sud d'Itàlia i nord de Grècia. Molt local a Noruega. Habita a llocs pedregosos, còdols de les muntanyes. Creix a altures de 1.000 a 2.800 msnm.

## Taxonomia
Saxifraga paniculata va ser descrita per Philip Miller i publicada a The Gardeners Dictionary no. 3, l'any 1768.

### Etimologia
- Saxifraga: nom genèric que ve del llatí saxum = "pedra" i frangere = "trencar". Aquestes plantes es diuen així per la seva capacitat, segons els antics, de trencar les pedres amb les seves fortes arrels. Així ho afirmava Plini el Vell, per exemple.
- paniculata: epítet llatí que significa "amb panícules".[4]

### Sinonímia
- Chondrosea aizoon (Jacq.) Haw.
- Chondrosea aizoopsis Jord. & Fourr.
- Chondrosea alpicola Jord. & Fourr.
- Chondrosea beugesiaca Jord. & Fourr.
- Chondrosea brevicaulis Jord. & Fourr.
- Chondrosea calcarea Jord. & Fourr.
- Chondrosea carthusiana Jord. & Fourr.
- Chondrosea cartilaginea (Willd.) Haw.
- Chondrosea flexipes Jord. & Fourr.
- Chondrosea glabrata Jord. & Fourr.
- Chondrosea glareosa Jord. & Fourr.
- Chondrosea gracilescens Jord. & Fourr.
- Chondrosea laevigata Jord. & Fourr.
- Chondrosea leptopetala Jord. & Fourr.
- Chondrosea orophila Jord. & Fourr.
- Chondrosea paniculata (Mill.) Á.Löve
- Chondrosea patulipes Jord. & Fourr.
- Chondrosea petrophila Jord. & Fourr.
- Chondrosea punctillata Jord. & Fourr.
- Chondrosea pusilla Jord. & Fourr.
- Chondrosea refracta Jord. & Fourr.
- Chondrosea rosella Jord. & Fourr.
- Chondrosea rosularis Haw.
- Chondrosea valida Jord. & Fourr.
- Chondrosea virgata Jord. & Fourr.
- Chondrosea viridula Jord. & Fourr.
- Saxifraga aizoon Jacq.
- Saxifraga aizoonia St.-Lag.
- Saxifraga carinthiaca Schott
- Saxifraga cartilaginea Willd.
- Saxifraga chlorantha Dulac
- Saxifraga ciliolata Schur
- Saxifraga compacta Hegetschw.
- Saxifraga cordi Bubani
- Saxifraga cultrata Schott
- Saxifraga dilatata Schott
- Saxifraga elatior Wimm.
- Saxifraga erecta Ten.
- Saxifraga intacta Willd.
- Saxifraga kolenatiana Regel
- Saxifraga laeta Schott
- Saxifraga maculata Schrank
- Saxifraga malyi Schott
- Saxifraga neglecta Ten.
- Saxifraga notata Schott
- Saxifraga paniculata subsp. cartilaginea (Willd.) D.A.Webb
- Saxifraga paniculata subsp. stabiana (Ten.) Pignatti
- Saxifraga recta Lapeyr.
- Saxifraga robusta Schott
- Saxifraga rosularis Haw.
- Saxifraga rosulenta Ehrh. ex Ser.
- Saxifraga stabiana Ten.
- Saxifraga stenoglossa Tausch ex Schott
- Saxifraga sturmiana Schott
- Saxifraga submutica Steud.
- Saxifraga zeleborii Schott[5]